# Hayden White
Hayden V. White (Martin, Tennessee; 12 de julio de 1928-5 de marzo de 2018) fue un filósofo, historiador, escritor y profesor universitario estadounidense, conocido por ser uno de los primeros autores que desarrolló la reflexión epistemológica narrativista en Estados Unidos, frecuentemente asociada al posmodernismo y el giro lingüístico. Su reputación se debe, sobre todo, a su obra Metahistoria. La imaginación histórica en la Europa del siglo XIX (1973). Su filosofía se encuentra influenciada por su amigo y filósofo de la historia Louis Mink.En el momento de su fallecimiento, era profesor emérito en la Universidad de California, Santa Cruz, y profesor de literatura comparada en la Universidad de Stanford.

## Filosofía de la historia
El mayor aporte de Hayden White a la filosofía de la historia se encuentra en su obra Metahistoria: la imaginación histórica en la Europa del siglo XIX publicada en 1973. Considerando el contexto desarrollado hasta ese momento y a la historia como una ciencia y un arte, White se propuso contrapesar el amplio desarrollo de las tesis científicas de la filosofía analítica de la historia argumentado a favor del valor artístico de la historia. White comienza sosteniendo que la historia no se puede separar de la ficción, rompiendo con la tradición heredada desde Aristóteles cuando separó tajantemente a la historia de la poesía.  También sostiene que la historia no puede separarse de la filosofía de la historia. Para White, la diferencia entre los historiadores y los filósofos de la historia está en el hincapié, no en el contenido, es decir, los historiadores realizan implícitamente una filosofía de la historia sus obras.

### Metahistoria o estilo historiográfico
Analizando tanto la obra de historiadores como de filósofos de la historia del siglo XIX, referidos como pensadores históricos, White sostiene lo siguiente: un tropo del lenguaje y su correspondiente protocolo lingüístico constituyen la metahistoria de una obra histórica, es decir, su estilo historiográfico.
Los argumentos que desarrolla para defender su tesis son los siguientes:
- Primero, cada pensador histórico tiene una estrategia prefigurativa de la historia que se transforma en su estilo historiográfico. White identifica cuatro tipos de estrategias prefigurativas que corresponden a cuatro tropos del lenguaje: la metáfora, la metonimia, la sinécdoque y la ironía.[8]
- Segundo, cada pensador histórico posee un estilo historiográfico constituido por tres dimensiones: epistemológico, estético y moral.[9]
- Tercero, las tres dimensiones de un estilo historiográfico corresponden a tres modos de explicación: 
  - Dimensión epistemológica: explicación por argumentación formal.[10]
  - Dimensión estética: explicación por la trama.[11]
  - Dimensión moral: explicación por implicación ideológica.[12]
- Cuarto, cada modo de explicación posee cuatro modos de articulación: 
  - Explicación por argumentación formal: el formismo, el organicismo, el mecanicismo y el contextualismo. [10]
  - Explicación por la trama: la novela o romance, la comedia, la tragedia y la sátira.[11]
  - Explicación por implicación ideológica: el anarquismo, el conservadurismo, el radicalismo y el liberalismo.[12]

La tesis de White es representada de la siguiente forma:
| DIMENSIÓN      | MODO DE EXPLICACIÓN                                                       | MODO DE ARTICULACIÓN                                   |
| -------------- | ------------------------------------------------------------------------- | ------------------------------------------------------ |
| Estética       | Explicación por la trama o modo de tramar                                 | Romance, Comedia, Tragedia o Sátira                    |
| Epistemológica | Explicación por argumentación formal o modo de argumentación              | Formismo, Organicismo, Mecanicismo o Contextualismo    |
| Moral          | Explicación por argumentación ideológica o modo de implicación ideológica | Anarquismo, Conservadurismo, Radicalismo o Liberalismo |

Un estilo historiográfico es el resultado de la mezcla de un modo de articulación de cada dimensión. Por ejemplo, para White el filósofo Georg Hegel es un autor que usa el tropo literario de la sinécdoque al tener un elemento estético cómico, un elemento epistemológico organicista y un elemento moral conservador. 
El análisis completo de White sobre filósofos e historiadores del siglo XIX es el siguiente: 
| Tropo      | Historiador           | Filósofo            | Estética o modo de tramar | Epistemología o modo de argumentar | Moral o modo de implicación ideológica |
| ---------- | --------------------- | ------------------- | ------------------------- | ---------------------------------- | -------------------------------------- |
| Metáfora   | Jules Michelet        | Friedrich Nietzsche | Romance                   | Formista                           | Anarquista                             |
| Metonimia  | Alexis de Tocqueville | Karl Marx           | Tragedia                  | Mecanicista                        | Radical                                |
| Sinécdoque | Leopold von Ranke     | Gerog W. F. Hegel   | Comedia                   | Organicista                        | Conservador                            |
| Ironía     | Jacob Burckhardt      | Benedetto Croce     | Sátira                    | Contextualista                     | Liberal                                |

### Crónica e historiografía
Una segunda tesis que sostiene White consiste en hacer una distinción entre crónica e historiografía. Para White existen cinco niveles de conceptualización de la obra histórica: la crónica, el relato o cuento, el modo de tramar, el modo de argumentación y el modo de implicación ideológica.  Los dos primeros corresponden a una crónica mientras que los tres últimos corresponden a la historiografía.

### Recepción
La tesis de White ha tenido una buena recepción entre los especialistas, especialmente por su originalidad. Louis O. Mink calificó a Metahistoria como un libro sobre el cual todos los historiadores deberían reflexionar;  mientras que Frank Ankersmit lo considera como la obra que inicia el giro lingüístico en la filosofía de la historia y propicia el abandono del énfasis que existía sobre los problemas de explicación de la historia desde la filosofía analítica.

## Obras
- coautor (1966) con Willson Coates, J. Salwin Schapiro. The Emergence of Liberal Humanism. An Intellectual History of Western Europe, v. I: From the Italian Renaissance to the French Revolution. New York: McGraw-Hill, 1966

- "The burden of history", History and Theory 5 (2) (1966): 111-134.

- coautor (1970) con Willson Coates, The Ordeal of Liberal Humanism: An Intellectual History of Western Europe, v. II: Since the French Revolution. New York: McGraw-Hill, 1970

- The Greco-Roman Tradition. New York: Harper & Row. 1973.

- Metahistory: The Historical Imagination in Nineteenth-Century Europe. Baltimore: The Johns Hopkins University Press. 1973.

- "Interpretation in History", New Literary History 4 (2) On Interpretation: II (invierno 1973): 281-314

- "Foucault Decoded: Notes from Underground", History and Theory 12 (1) (1973): 23-54

- Tropics of Discourse: Essays in Cultural Criticism. Baltimore: The Johns Hopkins University Press. 1978.

- "The Value of Narrativity in the Representation of Reality", Critical Inquiry 7 (1) On Narrative (otoño 1980): 5-27.

- "The Politics of Historical Interpretation: Discipline and De-Sublimation", Critical Inquiry 9 (1) The Politics of Interpretation (sep. 1982): 113-137

- "Historical Pluralism", Critical Inquiry 12 (3) (prim. 1986): 480-493

- The Content of the Form: Narrative Discourse and Historical Representation. Baltimore: The Johns Hopkins University Press. 1987.

- "The Question of Narrative in Contemporary Historical Theory", History and Theory 23 (1) feb. 1984): 1-33

- "Historiography and Historiophoty", The American Historical Review 93 (5) (dic. 1988), p. 1193-1199

- Figural Realism: Studies in the Mimesis Effect. Baltimore: The Johns Hopkins University Press. 1999.

- The Fiction of Narrative: Essays on History, Literature, and Theory, 1957-2007. Baltimore: The Johns Hopkins University Press. 2010. Ed. Robert Doran

- The Practical Past. Evanston: Northwestern University Press. 2014.

- 40th Anniversary Edition: Metahistory: The Historical Imagination in Nineteenth-Century Europe. Baltimore: The Johns Hopkins University Press. 2014.

### Como editor
- coeditor (1969) con Giorgio Tagliacozzo, Giambattista Vico: An International Symposium. Baltimore & London: Johns Hopkins Univ. Press

- The Uses of History: Essays in Intellectual and Social History. Detroit: Wayne State Univ. Press. 1968.

- (Junto a Margaret Brose)Representing Kenneth Burke [Selected Papers from the English Institute, New Series, no. 6]. Baltimore: The Johns Hopkins Univ. Press. 1982.

- como editor (1982) con Margaret BroseRepresenting Kenneth Burke. Baltimore: The Johns Hopkins University Press.